# 東日本

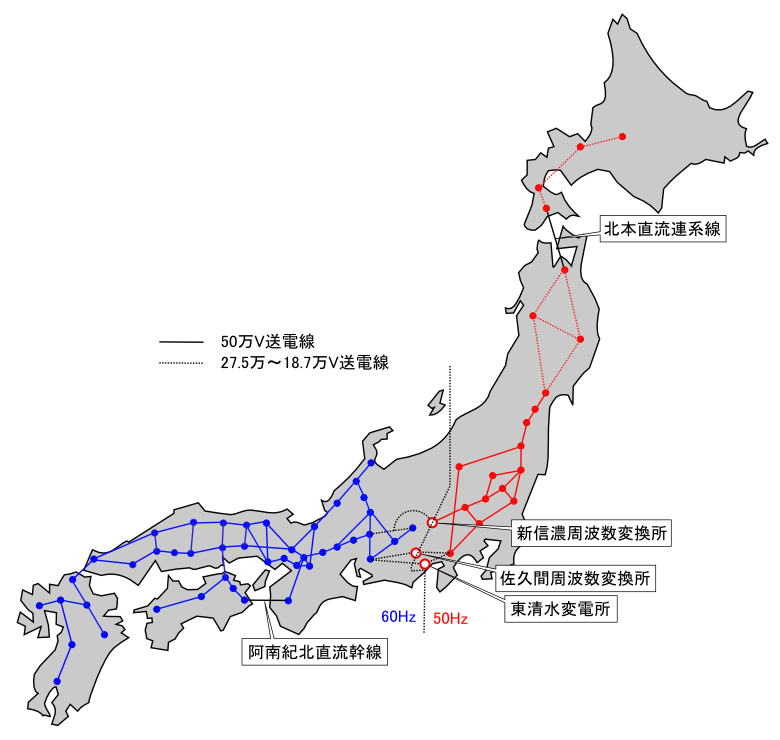
東日本與西日本使用不同的交流電頻率。

東日本，是對日本進行大地理區分使用的詞語，泛指日本列島東半部地區，對應詞是西日本。但在日本法律中不使用，範圍也不明確。
一些大型公司會以東日本及西日本為業務區劃，例如日本電信電話的固網業務分為NTT東日本及NTT西日本。

## 範圍
廣義的東日本範圍包括中部地方以東，通常為北海道、東北地方、關東地方3地方。狹義的則將北海道列入北日本之列。在地質学上，則是指糸魚川静岡構造線以東的地區。

## 關聯條目
- 東國
- 北國
- 東日本旅客鐵道